# Buthus bonito
Espèce
Synonymes
- Buthus sabulicola Touloun 2012

Buthus bonito est une espèce de scorpions de la famille des Buthidae.

## Distribution
Cette espèce est endémique du Maroc. Elle se rencontre de Tan-Tan à Dakhla.

## Description
Le mâle holotype mesure 54,6 mm.

## Publication originale
- Lourenço & Geniez, 2005 : « A new scorpion species of the genus Buthus Leach, 1815 (Scorpiones, Buthidae) from Morocco. » Euscorpius, no 19, p. 1–6 (texte intégral)